# Николадзе, Яков Иванович
Яков Иванович Никола́дзе (груз. იაკობ ივანეს ძე ნიკოლაძე; 1876—1951) — советский грузинский скульптор и педагог, основоположник современной грузинской скульптуры. Народный художник Грузинской ССР (1946). Лауреат двух Сталинских премий первой степени (1946, 1948). Член ВКП(б) с 1939 года.

## Биография
Я. И. Николадзе родился 16 (28) мая 1876 год в Кутаиси. Учился в Строгановском училище в Москве (1892—1894), Одесской рисовальной школе (1894—1895) и (1897—1898), в Париже (1899—1901) и (1904—1910). Более года работал у О. Родена, в это время познакомился и подружился с первым грузинским авиатором Виссарионом Кебурия. В Париже скульптор создал одно из лучших своих произведений дореволюционного периода — надгробие выдающемуся грузинскому писателю и общественному деятелю Илье Чавчавадзе. Этот памятник был установлен в 1913 в Тифлисе на могиле Чавчавадзе на горе Мтацминда.
В этот же период Николадзе создал большую серию портретов своих современников, деятелей грузинской культуры: артиста В. Алекси-Месхишвили (1897, Государственный театральный музей, Тбилиси), писателя Ш. Арагвиспирели (1902) и поэта В. Гаприндашвили (1915; оба в Доме-музее Николадзе, Тбилиси).
Выполнил скульптурное оформление павильонов «Панорама чёрного города Баку» товарищества братьев Нобель и конъячного завода Д. З. Сараджишвили на Кавказской юбилейной выставке предметов сельского хозяйства и промышленности (1901).
Автор победившего на конкурсе проекта государственного флага Грузинской Демократической Республики (1918—1921).
Выдвигался в парламент ГДР от эстетистов.
В первые же годы Советской власти Николадзе активно включился в борьбу за становление грузинской социалистической культуры. Он стал первым педагогом и бессменным руководителем скульптурного факультета, открытой в 1922 году Тбилисской Академии художеств, воспитателем первых поколений грузинских скульпторов.
Николадзе участвовал в осуществлении ленинского плана монументальной пропаганды в Грузии, предусматривающего сооружение памятников выдающимся революционерам, государственным и общественным деятелям, представителям науки и культуры. По его проектам в парках Тбилиси были установлены памятники-бюсты писателям Церетели (1924) и Ниношвили (1923), революционеру Камо (1924). В 1937 фасад здания филиала Всесоюзного института марксизма-ленинизма в Тбилиси украсили исполненные скульптором два горельефа, на одном из которых изображен народ, идущий на штурм самодержавия, на другом — народ, строящий новую жизнь.
В советские годы Николадзе много работал над историческим портретом. В этом жанре особенно ярко проявилось мастерство скульптора, его дар тонкого психолога. Он создал галерею изображений классика Шота Руставели. Широкую известность получил исполненный Николадзе портрет поэта-мыслителя XII века Чахрухадзе (1944, ГТГ, 1948, Государственный музей искусств Грузии, Тбилиси).
Творческое достижение Николадзе — портрет Ленина (В. И. Ленин в период создания «Искры», 1947, ГТГ). Личная встреча в своё время с Лениным в Париже, изучение его трудов помогли мастеру лаконичными средствами создать выразительный, правдивый образ вождя.
Николадзе создал и портреты своих современников: архитектора И. Северова (1946), математика Н. Мусхелишвили (1949), генерала К. Леселидзе (1947) (все в Доме-музее Николадзе, Тбилиси).
Мраморный бюст генерала К. Н. Леселидзе работы скульптора Я. И. Николадзе установлен в городе Тбилиси в сквере по улице Леселидзе. В 1990 году бюст был повреждён толпой вандалов.
Николадзе был удостоен звания народного художника Грузинской ССР, дважды становился лауреатом Сталинской премии.
Один из создателей (1922) и первых профессоров Тбилисской АХ. Его творчество отмечено одухотворёностью образов. Действительный член АХ СССР (1947).

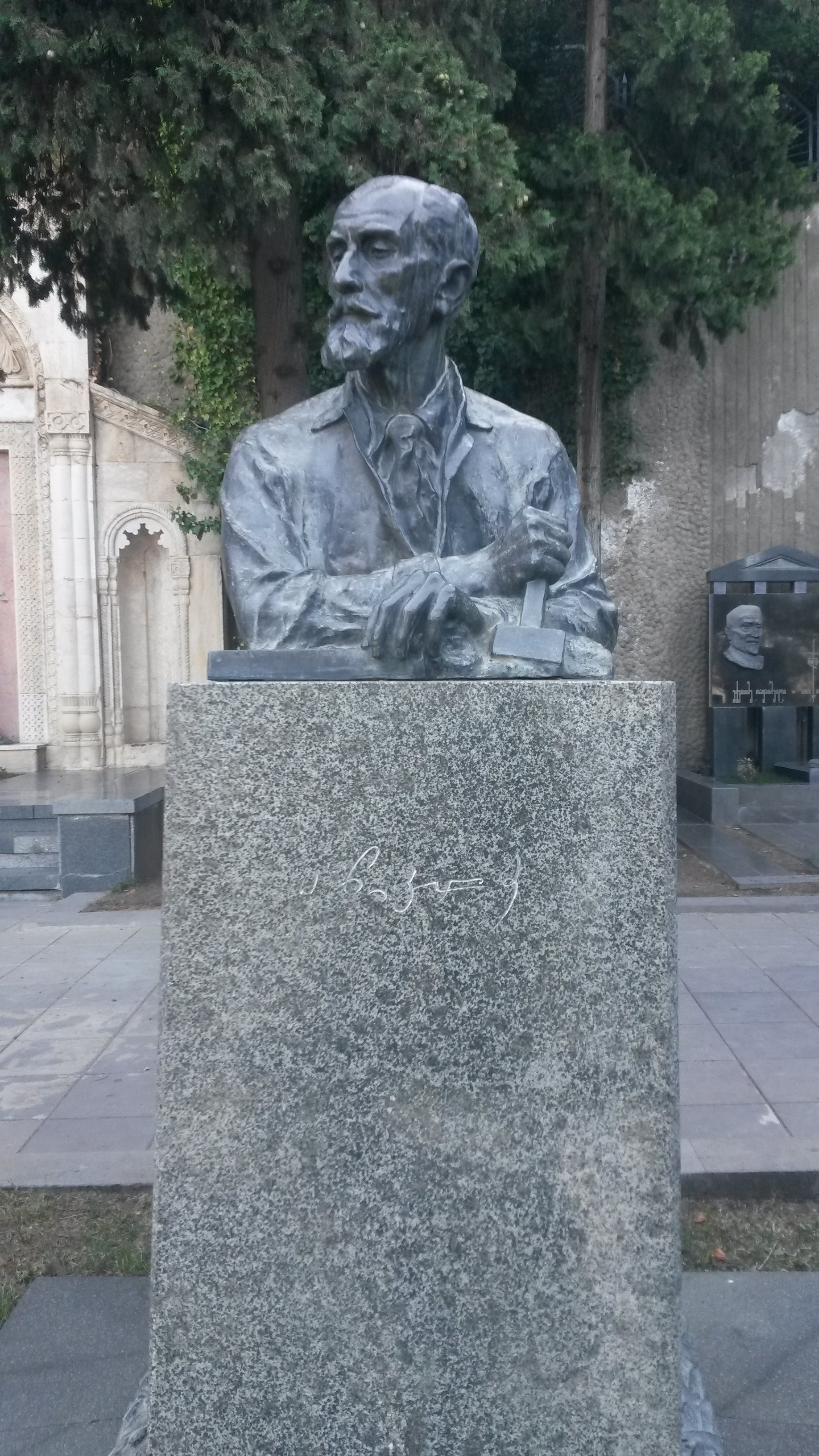
Могила Якова Никола́дзе на Мтацминда

Я. И. Николадзе умер 10 марта 1951 года. Похоронен в Тбилиси в Пантеоне на горе Мтацминда.
Именем Якова Николадзе названа улица (бывшая Душетская) в Тбилиси.

## Творчество

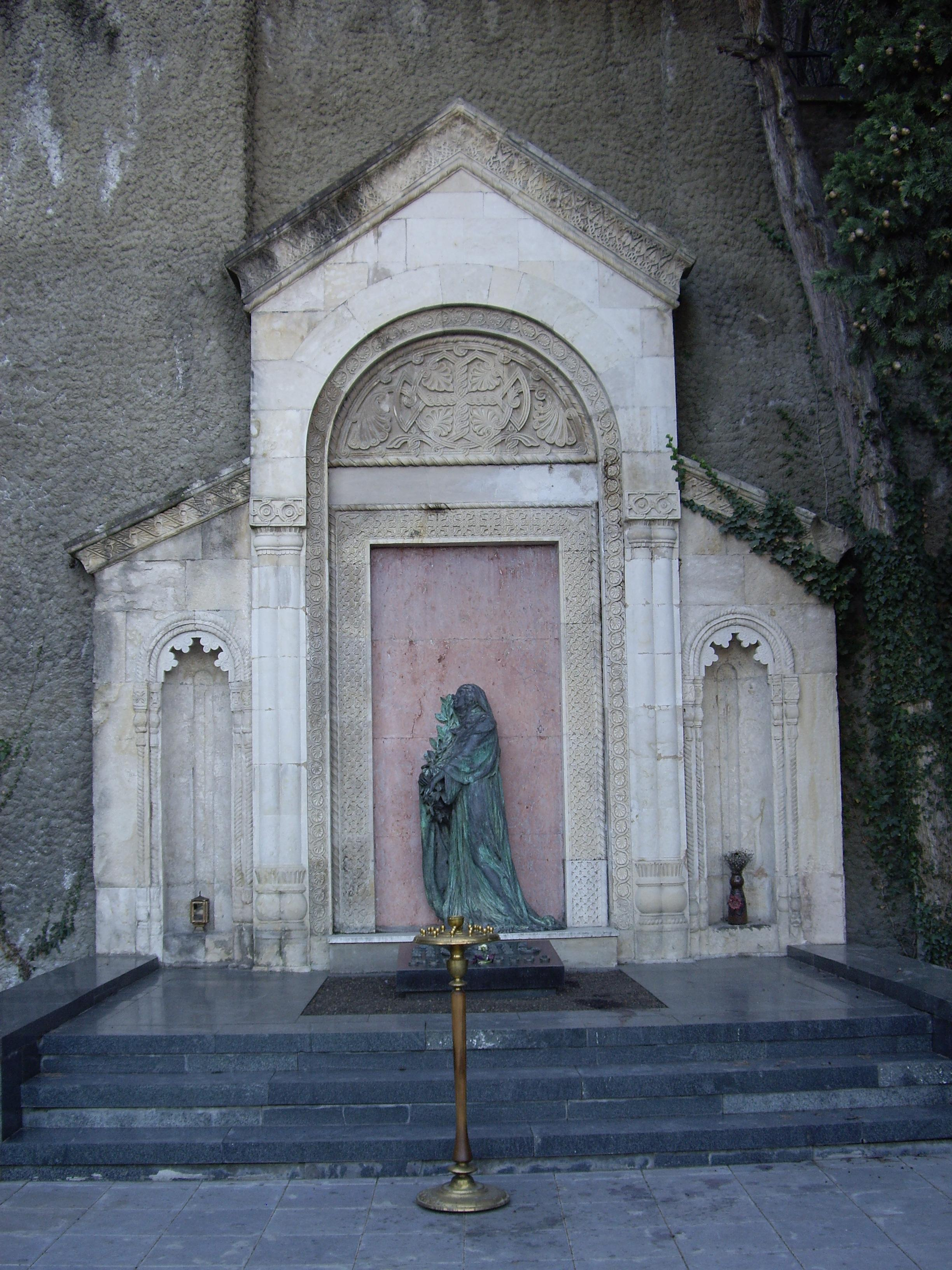
Надгробие И. Чавчавадзе

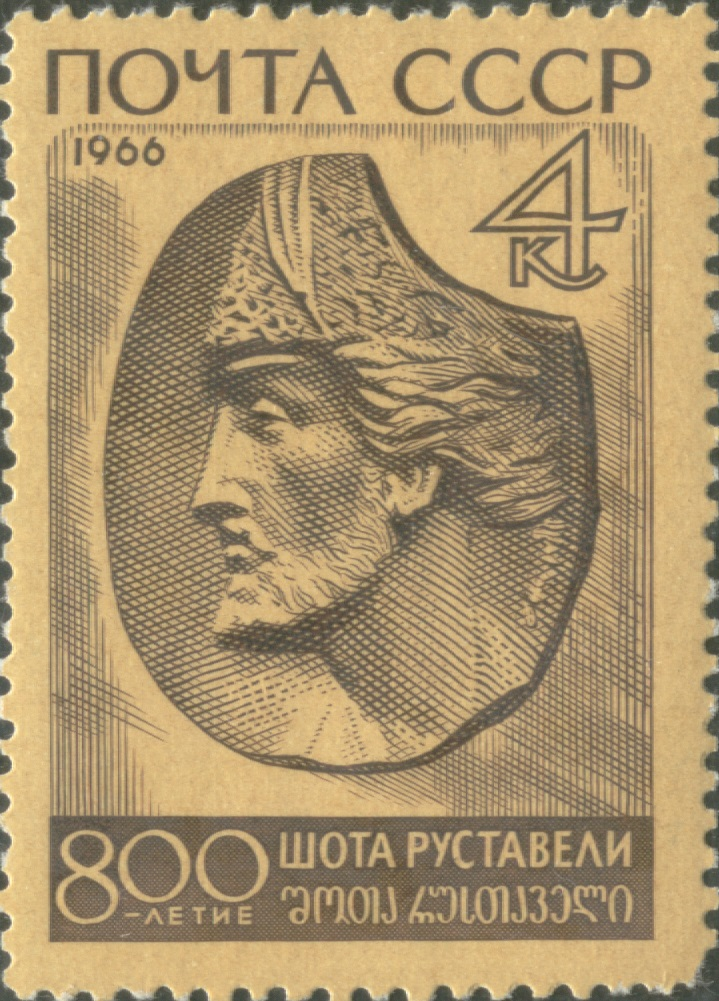
Барельефный портрет Шота Руставели (Яков Николадзе, 1937, Тбилиси, Музей искусств Грузии).

- скульптурные портреты Ш. Руставели, А. Р. Церетели, Г. В. Табидзе
- скульптурный портрет Чахрухадзе (1944, гипс)
- скульптурный портрет «Ленин в период создания „Искры“» (1947, бронза)
- надгробие И. Г. Чавчавадзе в Пантеоне Мтацминда (1908—1910, бронза, мрамор)
- горельефы на здании Грузинского филиала Института Маркса — Энгельса — Ленина — Сталина в Тбилиси
- скульптурный портрет генерал-полковника К. Н. Леселидзе (1945, гипс)

## Награды и премии
- Сталинская премия первой степени (1946) — за скульптурный портрет Чахрухадзе (1944)
- Сталинская премия первой степени (1948) — за скульптурный портрет «Ленин в период создания „Искры“» (1947)
- народный художник Грузинской ССР (1946)
- орден Ленина
- орден «Знак Почёта» (22.03.1936)
- медаль